# Ametist Azordegan
Ametist Azordegan, född 1 juli 1980 i Teheran, är en svensk musikjournalist, radiopratare och social entreprenör.

## Biografi
Ametist Azordegan har gått journalistutbildning i Stockholm och inriktade sig sedan på musikjournalistik genom val av arbete. Azordegan började sin musikjournalistiska bana 1994 på Öppna Kanalen där hon som tonåring intervjuade artister. Sitt första jobb inom musikjournalistisk fick hon 1998 med bland andra musikprogrammen Kvällstoppen och Pop i Fokus med Per Sinding-Larsen och Fredrik Lindström på Sveriges Television. Hon har sedan varit musikrecensent i Kulturnytt i P1/P2/P4 under fem år, City, Gaffa och Metro samt återkommande skribent i Metro och Sonic. Azordegan var också fast musikkrönikör i Göteborgs-Posten med egen månadsvis spalt under fyra år.
Hon var programledare och kreativ producent för musikprogrammet En kärleksattack på svensk hiphop som sändes i P3 och SR Metropol i Sveriges Radio mellan 2007 och 2015. Programmet hade fokus på svensk hiphop och är landets hittills största med fokus på den genren.
Azordegan har suttit i juryn för Musikförläggarnas pris och regeringens Musikexportpris. Tidigare har hon suttit i juryn för Grammis, P3 Guld samt Swedish Music Hall of Fame under dess fyra första år.
Under oktober till december 2016 framförde Ametist Azordegan talkshowserien "Hiphoptexter med Ametist" på Dramaten i Stockholm. Med texterna i fokus intervjuade hon bland andra Erik Lundin, Silvana Imam och Petter inför publik. Intervjuerna varvades med att artisterna uppträdde med livebandet The Royal Nelson Orchestra.

## Engagemang och projekt

### Din Musikbusiness Stiftelse
Ametist är medgrundare till stiftelsen Din Musikbusiness som är ett årligt gratis evenemang, rådgivning och stipendium för musikskapare.

### Juice Studios Stiftelse
Azordegan är initiativtagare för musikstudioprojektet Studio Rågsved i Stockholmsförorten Rågsved. Initiativet är för att stärka förortens talanger i sitt skapande inom hiphopkulturen. År 2019 blev det klart att Studio Rågsved kommer att byggas ut till Juice Studios Stiftelse med Hugo Stenbecks stiftelse som första stödgivare.

### Böcker
Våren 2016 gav Ametist Azordegan ut vuxenmålarboken Svensk Rap Målarbok i samarbete med Supreme från Looptroop Rockers som agerade illustratör.
I december 2020 gav hon tillsammans med rapparen Finess ut sällskapsspelet Battle om svensk rap via förlaget Natur & Kultur. Spelet är ett kortspel och innehåller 420 frågor om genrens aktörer, milstolpar och händelser över 40 år.
Sedan 2014 skriver hon på sin biografi, kontrakterad på Natur & Kultur.

### Smyckeslinje
I oktober 2017 lanserade Ametist Azordegan smyckeslinjen "One Woman Army" som sedan burits av bland andra skådespelerskan och aktivisten Rose McGowan

## Priser
På Kingsizegalan 2015 fick hon priset Årets Original, ett pris som uppmärksammar personer eller nätverk som gjort noterbara prestationer kopplat till den svenska hiphopscenen.[källa behövs]

## Diskografi
Året 2010 var Ametist Azordegan initiativtagare och projektledare för samlingsalbumet Evolution som var en dubbelskiva.

## Kontroverser
Ametist Azordegan blev tillsammans med skådespelaren Mikael Tornving avstängd från sitt arbete på Sveriges Radio under en period inför valet 2010 efter att ha brutit mot Sveriges Radios policy genom att redovisa sina politiska ståndpunkter. Detta då hon medverkat i en kampanjfilm mot främlingsfientliga partier, vilket tolkades som att det syftade på Sverigedemokraterna, även om partiet i fråga aldrig nämndes i kampanjfilmen.
I samband med Uppdrag Gransknings reportage om det vänsterextrema våldet 2014 kallade Ametist Janne Josefsson för nazist. Hon skrev: ”Kan inte Janne Josefsson bara komma ut som nazist/SVP en gång för alla?” på Twitter.  Det ledde till att Ametist blev mordhotad och fick bo på hemlig adress med livvakter.